# Final de la Copa Asiática 2000

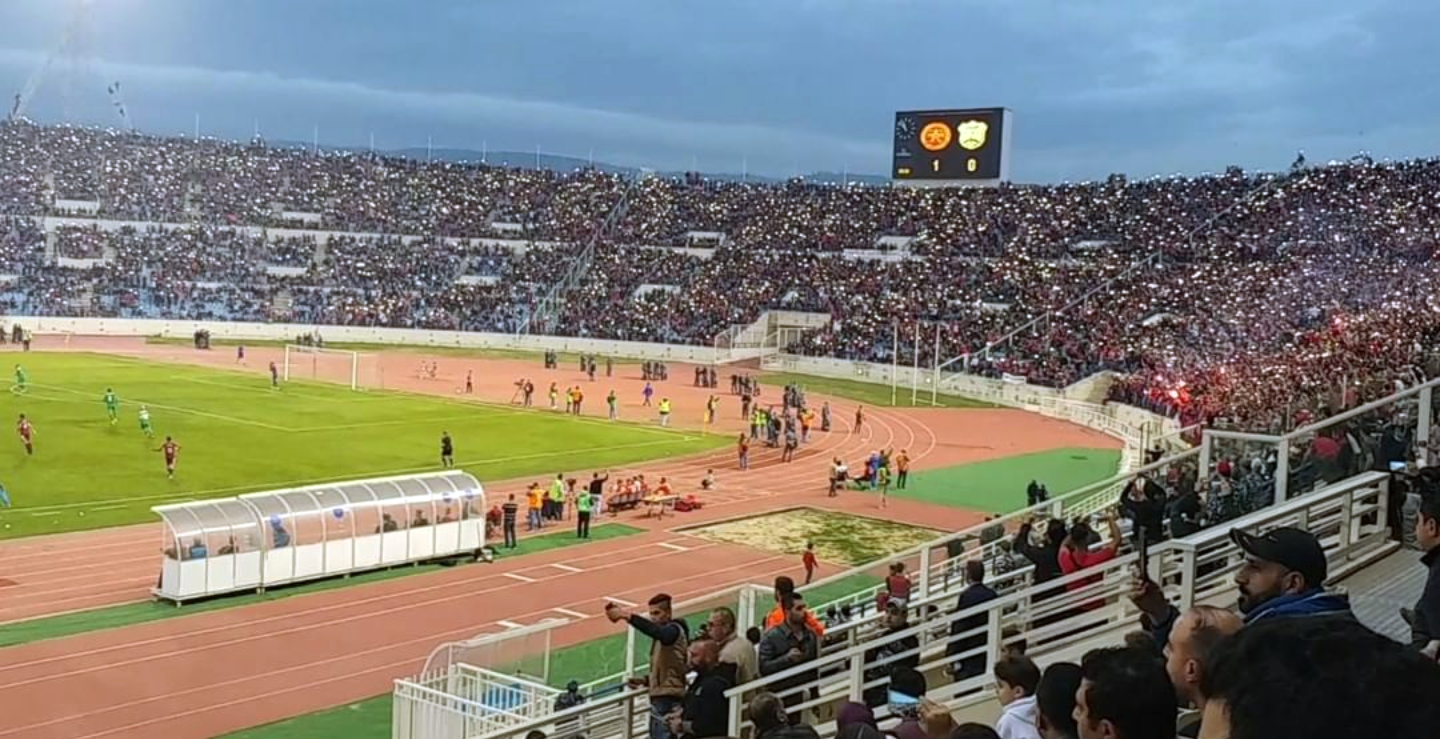
El Estadio Ciudad Deportiva Camille Chamoun fue el recinto donde se disputó la final.

La final de la Copa Asiática de 2000 fue jugada en el Estadio Ciudad Deportiva Camille Chamoun el 29 de octubre del año 2000, los finalistas del torneo fueron la selección de Arabia Saudita y la selección de Japón. El ganador del partido tenía derecho a participar en la Copa FIFA Confederaciones de 2001 que sería realizada en Corea del Sur y Japón. La victoria fue para los nipones quienes con este triunfo consiguieron su segunda corona.

## Enfrentamiento
| Bandera de Japón | vs. | Bandera de Arabia Saudita |
| Japón 1          | vs. | Arabia Saudita 0          |
| ---------------- | --- | ------------------------- |

## Camino a la final
| Equipo         | Pts. | PJ | PG | PE | PP | GF | GC | Dif |
| -------------- | ---- | -- | -- | -- | -- | -- | -- | --- |
| Japón          | 7    | 3  | 2  | 1  | 0  | 13 | 3  | 10  |
| Arabia Saudita | 4    | 3  | 1  | 1  | 1  | 6  | 4  | 2   |
| Catar          | 3    | 3  | 0  | 3  | 0  | 2  | 2  | 0   |
| Uzbekistán     | 1    | 3  | 0  | 1  | 2  | 2  | 14 | -12 |

| Equipo         | Pts. | PJ | PG | PE | PP | GF | GC | Dif |
| -------------- | ---- | -- | -- | -- | -- | -- | -- | --- |
| Japón          | 7    | 3  | 2  | 1  | 0  | 13 | 3  | 10  |
| Arabia Saudita | 4    | 3  | 1  | 1  | 1  | 6  | 4  | 2   |
| Catar          | 3    | 3  | 0  | 3  | 0  | 2  | 2  | 0   |
| Uzbekistán     | 1    | 3  | 0  | 1  | 2  | 2  | 14 | -12 |

## Partido
| 1          | Guardameta     | Yoshikatsu Kawaguchi |     |
| 3          | Defensa        | Naoki Matsuda        |     |
| 4          | Defensa        | Ryuzo Morioka        |     |
| 6          | Defensa        | Toshihiro Hattori    |     |
| 8          | Centrocampista | Hiroshi Nanami       |     |
| 10         | Centrocampista | Shigeyoshi Mochizuki |     |
| 12         | Centrocampista | Hiroaki Morishima    | 89' |
| 14         | Centrocampista | Shunsuke Nakamura    |     |
| 24         | Centrocampista | Tomokazu Myōjin      |     |
| 9          | Delantero      | Naohiro Takahara     | 80' |
| 29         | Delantero      | Akinori Nishizawa    |     |
| Entrenador | Entrenador     | Philippe Troussier   |     |

| 1          | Guardameta     | Mohamed Al-Deayea    |     |
| 3          | Defensa        | Mohammed Al-Khilaiwi |     |
| 12         | Defensa        | Ahmed Dokhi          |     |
| 13         | Defensa        | Saleh Al-Saqri       |     |
| 16         | Centrocampista | Fouzi Al-Shehri      | 72' |
| 17         | Centrocampista | Abdullah Al-Waked    |     |
| 18         | Centrocampista | Nawaf Al-Temyat      |     |
| 23         | Centrocampista | Saeed Al-Dosari      |     |
| 9          | Delantero      | Sami Al-Jaber        |     |
| 19         | Delantero      | Hamzah Idris         | 46' |
| 29         | Delantero      | Talal Al-Meshal      |     |
| Entrenador | Entrenador     | Milan Máčala         |     |

| 13 | Delantero      | Atsushi Yanagisawa | 80' · 88' |
| 15 | Centrocampista | Daisuke Oku        | 88'       |
| 30 | Centrocampista | Shinji Ono         | 89'       |

| 20 | Centrocampista | Mohammad Al Shalhoub | 46' |
| 14 | Centrocampista | Marzouk Al-Otaibi    | 72' |

| Amonestado | 30'   | Shigeyoshi Mochizuki |
| Amonestado | 58'   | Ryuzo Morioka        |
| Amonestado | 67'   | Naohiro Takahara     |
| Amonestado | 90+1' | Daisuke Oku          |

| Amonestado | 49' | Saeed Al-Dosari |

| Anotado | 30' | Shigeyoshi Mochizuki | 1-0 |

| Árbitro | Ali Bujsaim |

| 1          | Guardameta     | Yoshikatsu Kawaguchi |     |
| 3          | Defensa        | Naoki Matsuda        |     |
| 4          | Defensa        | Ryuzo Morioka        |     |
| 6          | Defensa        | Toshihiro Hattori    |     |
| 8          | Centrocampista | Hiroshi Nanami       |     |
| 10         | Centrocampista | Shigeyoshi Mochizuki |     |
| 12         | Centrocampista | Hiroaki Morishima    | 89' |
| 14         | Centrocampista | Shunsuke Nakamura    |     |
| 24         | Centrocampista | Tomokazu Myōjin      |     |
| 9          | Delantero      | Naohiro Takahara     | 80' |
| 29         | Delantero      | Akinori Nishizawa    |     |
| Entrenador | Entrenador     | Philippe Troussier   |     |

| 1          | Guardameta     | Mohamed Al-Deayea    |     |
| 3          | Defensa        | Mohammed Al-Khilaiwi |     |
| 12         | Defensa        | Ahmed Dokhi          |     |
| 13         | Defensa        | Saleh Al-Saqri       |     |
| 16         | Centrocampista | Fouzi Al-Shehri      | 72' |
| 17         | Centrocampista | Abdullah Al-Waked    |     |
| 18         | Centrocampista | Nawaf Al-Temyat      |     |
| 23         | Centrocampista | Saeed Al-Dosari      |     |
| 9          | Delantero      | Sami Al-Jaber        |     |
| 19         | Delantero      | Hamzah Idris         | 46' |
| 29         | Delantero      | Talal Al-Meshal      |     |
| Entrenador | Entrenador     | Milan Máčala         |     |

| 13 | Delantero      | Atsushi Yanagisawa | 80' · 88' |
| 15 | Centrocampista | Daisuke Oku        | 88'       |
| 30 | Centrocampista | Shinji Ono         | 89'       |

| 20 | Centrocampista | Mohammad Al Shalhoub | 46' |
| 14 | Centrocampista | Marzouk Al-Otaibi    | 72' |

| Amonestado | 30'   | Shigeyoshi Mochizuki |
| Amonestado | 58'   | Ryuzo Morioka        |
| Amonestado | 67'   | Naohiro Takahara     |
| Amonestado | 90+1' | Daisuke Oku          |

| Amonestado | 49' | Saeed Al-Dosari |

| Anotado | 30' | Shigeyoshi Mochizuki | 1-0 |

| Árbitro | Ali Bujsaim |

|                  |
| Bandera de Japón |
| Campeón Japón    |
| 2.do título      |